# Carme Chacón
Carmen Maria Chacón Piqueras, meglio conosciuta come Carme Chacón (Esplugues de Llobregat, 13 marzo 1971 – Madrid, 9 aprile 2017), è stata un'avvocata, docente e politica spagnola, ministra della difesa dal 2008 al 2011 nel governo guidato dal primo ministro spagnolo José Luis Rodríguez Zapatero.
Membro del Partito Socialista Operaio Spagnolo (PSOE) dal 1994, è stata eletta membro del Parlamento della Catalogna e ha presieduto il Congresso dei Deputati, la camera bassa delle Cortei Generali, come suo vicepresidente. Nel 2007, è entrata a far parte del governo guidato dal primo ministro spagnolo José Luís Rodríguez Zapatero come ministro dell'edilizia abitativa. Un anno dopo, è diventata la prima donna a dirigere il Ministero della difesa spagnolo.

## Primi anni di vita e formazione
Chacón è nata a Esplugues de Llobregat in Catalogna, nella regione del Baix Llobregat, figlia di Esther Piqueras, un avvocato catalano, e di Baltasar Chacón, un architetto andaluso originario della località di Olula del Río nel comune di Almería. Aveva una sorella. Nella sua infanzia ha studiato in una scuola nel quartiere Sants di Barcellona, MDP Josep Tous, gestita dalla Congregazione delle Suore Cappuccine della Madre del Divino Pastore. Ha conseguito una laurea in giurisprudenza all'Università di Barcellona e ha completato la sua formazione giuridica a Toronto, Kingston e Montréal. È stata docente universitaria di diritto costituzionale tra il 1994 e il 2004, per più di 10 anni, fino a quando ha chiesto un congedo per iniziare la propria carriera politica.

## Carriera politica
Esponente prima del Partito dei Socialisti di Catalogna, successivamente aderì al Partito Socialista Operaio Spagnolo, dove fu responsabile della commissione cultura e ricerca.
Eletta deputata per la prima volta nel 2000, riconfermò il suo seggio alla Corti nel 2004 e nel 2008. Dal 2004 al 2007 è stata vicepresidente del Congresso dei Deputati (Parlamento spagnolo), dal 2007 al 2008 ministro dell'edilizia abitativa e dal 12 aprile 2008 è stata ministro della difesa fino alle elezioni del 2011.
Dopo le elezioni del 2011, si è presentata alla segretaria generale del PSOE, contro Alfredo Pérez Rubalcaba ma ha perso con 22 voti di differenza.

### XXXVIII Congresso federale del PSOE
Dopo che Zapatero annunciò l'intenzione di non candidarsi per le elezioni del 2012, Chacón pensò alla candidatura per la segreteria del partito durante l'autunno del 2011. Tuttavia, dopo la sconfitta del PSOE alle elezioni locali del 2011, la ministra della difesa rinunciò alla corsa. All'inizio del novembre 2011 si tennero le elezioni generali in cui Zapatero fu sconfitto dal Partito Popolare. Lasciato il suo incarico di ministro della difesa, verrà sostituita da Pedro Morenés.
Nel gennaio 2012 annunciò l'intenzione di candidarsi per la segreteria generale del PSOE. Come affermato da lei stessa, voleva "guidare un nuovo progetto". Tuttavia, durante la celebrazione del 38º Congresso federale del PSOE, Chacón perse contro Alfredo Pérez Rubalcaba.

### Segretario delle relazioni internazionali del PSOE
Dopo il Congresso straordinario del PSOE tenutosi il 26 e 27 luglio 2014, è divenuta segretaria delle relazioni internazionali del PSOE.
L'11 giugno 2015 annunciò che si sarebbe candidata alle primarie per la scelta del capolista del PSC della provincia di Barcellona per le elezioni generali del 2015 e il 30 giugno fu eletta poiché fu l'unica ad ottenere i consensi.

## Vita privata
Il 14 dicembre 2007 si è sposata con il giornalista ed uomo politico Miguel Barroso; nel giorno del suo giuramento da ministro della Difesa era incinta, fatto che ebbe una certa risonanza internazionale.
Nelle settimane successive alla nomina in stato avanzato di gravidanza visitò i contingenti spagnoli impegnati in missione all'estero tra i quali Kosovo e Afghanistan. Nel maggio dello stesso anno, ha partorito il suo primo ed unico figlio Miquel. A luglio 2016 la coppia divorzia. Il 13 gennaio 2024, suo figlio Miquel è rimasto orfano di tutti e due i genitori all'età di quindici anni quando suo padre Miguel Barroso è morto a Madrid all'età di settant'anni per un infarto, così come fu per sua madre.

## Morte
Sofferente di una cardiopatia congenita, muore il 9 aprile 2017 all'età di 46 anni a Madrid per arresto cardiaco.
La sua morte suscitò costernazione nella classe politica e nel giro di poche ore fu omaggiata con numerosi tributi. I sovrani Filippo VI e Letizia e l'ex coppia reale Juan Carlos I e Sofia hanno fatto le loro condoglianze al Partito Socialista.
Dopo la cremazione, le sue ceneri sono state trasferite nella città natale di Esplugues de Llobregat, dove l'urna è stata esposta nel municipio della città.
Nel gennaio 2021, il Partito Democratico Europeo Catalano (PDeCAT) ha pubblicato, nell'ambito della campagna elettorale per le elezioni parlamentari catalane, un video in cui due persone conversano sulla leader del PDeCAT, Àngels Chacón: la prima chiede se è "Chacón, la socialista", e l'altra risponde "no, questa è l'indipendentista"; il filmato suscita l'indignazione del Partito dei Socialisti di Catalogna, il Partito Democratico affermerà in seguito che in nessun momento si è trattato di appropriarsi della memoria di Carme Chacón. Il video è stato definitivamente rimosso poche ore dopo, poiché Àngels Chacón ha spiegato in un tweet di aver parlato e chiesto scusa alla madre dell'ex ministro.